# 란스 시리즈
란스 시리즈(ランスセリズ)는 에로게 메이커 앨리스 소프트에서 제작하는 에로게 시리즈이다. 일반적으로 1988년 그들이 챔피언 소프트명의로 제작한 리틀 프린세스를 시초로 본다. 이후 1991년에 최초로 란스 1이 발매되었다. 당시 에로게 유저들 사이에서 용자물을 비꼰 내용에 대해 폭발적인 반응을 이끌어 냈다. 엘리스 소프트는 예상 외로의 만족스러운 반응에 놀라 더 많은 게임을 제작한다. 그들은 란스 시리즈에 대한 세계관을 구축하며 에로게 중에서도 체계적인 세계관을 저술한다. 2012년 현재에는 신작 란스 퀘스트가 발매되었으며 팬 디스크도 발매되었다. 엘리스 소프트 측은 대제국과 같은 지역제압형 시뮬레이션외에도 본가인 란스 시리즈에도 신경을 쓰고 있다고 했다. 개발은 주로 현재까지 개발부장인 TADA가 하고 있었으나, 그는 게임개발의 부진을 이유로 현직에 머물고 있다.

## 시리즈
현재까지 란스 시리즈는 장장 20년을 이어왔다. 첫 작품 란스 1부터 최근 작 란스 퀘스트까지 에로게 게이머들 사이에서 매우 유명하다. 앨리스 소프트도 유저들의 관심을 고려해 개발 순위에서 항상 우선순위를 차지하고 있다.

### 팬 디스크
앨리스 소프트는 91년부터 앨리스 x.0이라는 이름으로 팬 디스크를 배포해 왔다. 주로 자사 팬 클럽에 한해서 배포했으나, 몇년 전부터는 자사 게임을 사고 인증하면 팬 디스크를 할 수 있다. 그 중에서 단 2개의 게임은 에로게가 아니다. 초기 앨리스 소프트의 분의기가 나는 게임으로 란스 시리즈와는 약간 연관성이 있는 게임이다.
또한 전국 란스의 팬 디스크인 세마리가 찌거나 베거나는 이런 전통에서 벗어난 팬 디스크 중 하나이다.

## 세계관

### 등장종족
- 카라
- 인간
- 마인
- 천사
- 악마
- 벌레술사

### 관련설정
- 재능한계
- 마력한계

## 등장인물
란스 시리즈의 등장인물은 대합 80명이 넘어갈 정도의 대규모이다. 시리즈가 갈수록 많아 질 수록, 등장인물의 수는 증가하고 있다. 주로 개발원들의 취미가 반영되어, 만들어지고 있으며 세세한 배경 설정도 각 인물에 있다.

### 주요 등장인물
- 란스
- 실 플라인

## 같이 보기
- 투신도시
  - 투신도시 2
  - 투신도시 3
- GALZOO 아일랜드
- 대제국
- 리틀 뱀파이어